# ویکتور هوگو هالپرین
ویکتور هوگو هالپرین (انگلیسی: Victor Hugo Halperin؛ ۲۴ اوت ۱۸۹۵ – ۱۷ مهٔ ۱۹۸۳) یک کارگردان اهل ایالات متحده آمریکا بود. 